# Saint-Pierre-le-Vieux, Lozère
Saint-Pierre-le-Vieux là một xã ở tỉnh Lozère trong vùng Occitanie, phía nam nước Pháp.